# Idioma ǀxam
El ǀXam o ǀXam Kaǃkʼe es una lengua joisana extinta de Sudáfrica. Está muy ligada al idioma Nǀu, que aún cuenta con unos pocos hablantes.
La barra en su nombre "ǀ" representa un click dental como la interjección inglesa tsk, tsk!, usada para expresar lástima o vergüenza. La "X" representa el sonido de la jota en el castellano del Reino de España.
Algunas palabras fueron usadas para el lema de la República de Sudáfrica, adoptado el 27 de abril de 2000, las cuales fueron ǃke e: ǀxarra ǁke, las cuales significan "Unidad en Diversidad". Sin embargo, no se sabe si idiomáticamente esta frase podría tener un significado en ǀXam. Además, el ǀXam no es una de las 11 lenguas oficiales de Sudáfrica, debido al simple hecho de que está extinta o no tiene hablantes (nativos o como segunda lengua).
Muchas investigaciones sobre el idioma ǀXam fueron realizadas en el siglo XIX por el lingüista alemán Wilhelm Bleek
- Datos: Q2086145